# Långselbergets naturreservat
Långselbergets naturreservat är ett naturreservat i Storumans kommun i Västerbottens län.
Området är naturskyddat sedan 2024 och är 165 hektar stort. Reservatet ligger sydost om Storuman norr om Umeälven och består av  gammal tallskog.